# 21風味館
21風味館，是一家臺灣的速食連鎖店業者。21世紀的特色產品為其烤雞系列餐點。母公司為統一超商。

## 沿革
1995年11月，二十一世紀生活事業股份有限公司由統一企業及凱友投資出資成立，其品牌名稱為21世紀西式健康快速餐廳。
1996年1月1日，臺大門市開幕，其主要營業項目為烤雞、炸雞、飲料、Pita、薯條等速食餐點之販售。	
2002年，統一超商轉投資其20%股權，經營權由統一企業轉至統一流通次集團。
2003年3月起，品牌名稱更改為21世紀風味館，並規劃擴大其餐點種類，計畫發展為以烤雞作主力產品之連鎖速食餐廳。
2008年12月，統一超商出資買下21世紀全部股權，成為統一超商轉投資之臺灣本土餐飲連鎖速食品牌，其資本額共計新臺幣1.3億元。
2011年，分店數量達29家。
2012年，推出由日本電通設計之GOGO CHAN（GOGO小將）為品牌形象吉祥物。
2016年8月8日，開設新型態休閒餐廳「21PLUS台北時代店」。
2016年11月，正式更名為21風味館。

## 特色
以健康速食餐飲為商品開發主軸，並在套餐設計上著重於高纖（蔬果類、穀類）、低脂（以雞肉等作蛋白質來源）之組合，並以烘烤為主要烹飪方式及其核心技術。此外，其原料優先選擇臺灣當地農畜產品。

## 外部連結
- 官方网站
- 21風味館的Facebook專頁